# Recensement des États-Unis de 2020
Le 24e recensement des États-Unis (en anglais : 2020 United States Census ou Census 2020) est réalisé par le bureau du recensement des États-Unis pour recenser la population résidente aux États-Unis au 1er avril 2020. 

## Introduction
Constitutionnellement, le gouvernement fédéral américain est tenu d'organiser un recensement de la population tous les dix ans. Un recensement est ainsi organisé depuis 1790, le dernier s'étant tenu en 2010. La participation au recensement fédéral est rendue légalement obligatoire par le Titre 13 (en) du Code des États-Unis. Suivant la règle des 72 ans, les informations personnelles identifiables seront disponibles à partir de 2092. Ce recensement sert entre autres à déterminer le nombre de districts congressionnels, qui sont  les circonscriptions électorales pour l'élection à la Chambre des représentants, la chambre basse du Congrès américain. Il sert également pour calculer la répartition d'environ 1 500 milliards de dollars reçus par les gouvernements locaux de la part du gouvernement fédéral.

## Campagne de recensement

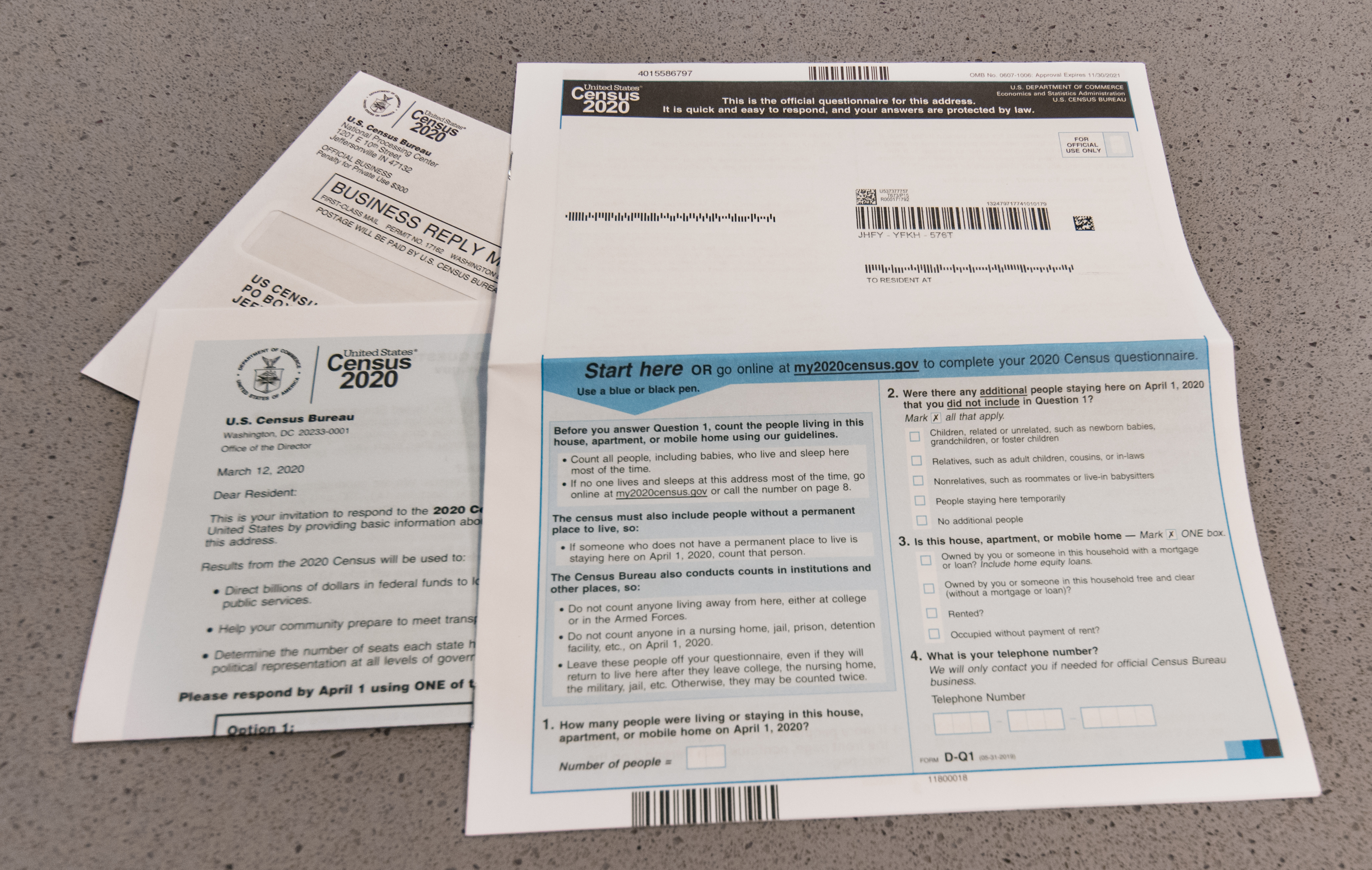
Une questionnaire du recensement des États-Unis de 2020.

La campagne de recensement débute en janvier 2020 par le recensement de Toksook Bay, un village isolé d'Alaska. La véritable campagne commence cependant le 12 mars 2020 et doit se poursuivre jusqu'en août. 95 % des habitants des États-Unis reçoivent une invitation à répondre au recensement par courrier, cette réponse se faisant par téléphone, par courrier ou — pour la première fois — par internet. Les 5 % restants reçoivent la visite de volontaires travaillant pour le Bureau du recensement ; il s'agit de recenser des personnes difficiles à atteindre (locataires de locations à courte durée, personnes sans abri, immigrants, etc.). En cas de non réponse, les foyers sont relancés (y compris en personne). En raison de la pandémie de Covid-19, le recensement en personne est toutefois suspendu au printemps.
Les questions posées sont relatives au nombre de personnes vivant dans le foyer au 1er avril 2020, à leur âge, leur origine, leur « race », leur sexe et leurs relations (mariage, concubinage, filiation, etc.).
La campagne de recensement s'achève le 15 octobre 2020. Le 19 octobre 2020, le Bureau du recensement annonce que 99,98 % des foyers ont répondu au recensement.
Bien que les résultats du recensement doivent légalement être publiés au 31 décembre 2020, des anomalies sont détectées à l'automne, entraînant un retard dans la publication des résultats, une première depuis la mise en place d'une date limite en 1976. Aucune sanction n'est cependant prévue en cas de dépassement de cette date ; le seul risque — peu probable — étant un rejet du recensement par le Congrès. En janvier 2021, le Bureau du recensement annonce reporter la publication du recensement au 30 avril 2021.

## Polémiques

### Question sur la citoyenneté
En mars 2018, le département du Commerce des États-Unis, dont dépend le  Bureau du recensement,  annonce qu'il compte ajouter une question relative à la citoyenneté lors du prochain recensement, une première depuis le recensement de 1950. Le Parti démocrate accuse l'administration Trump de vouloir décourager la participation des immigrés et ainsi faire artificiellement baisser la population d'États ou de régions favorables aux démocrates pour in fine leur faire perdre des sièges au Congrès ainsi que des fonds fédéraux,.
11 États (Connecticut, Delaware, Illinois, Massachusetts, New Jersey, Nouveau-Mexique, Oregon, Pennsylvanie, Rhode Island, Washington, Californie) engagent des poursuites pour bloquer cette question. Le 11 janvier 2019, un juge de la Cour de district des États-Unis pour le district Sud de New York invalide la question, dans une première décision judiciaire sur le sujet. Après plusieurs décisions de justice défavorables, dont un arrêt de la Cour suprême, l'administration retire finalement la question relative à la citoyenneté de son questionnaire,.
Cependant, Donald Trump prend deux décrets demandant au Bureau du recensement de calculer le nombre de personnes en situation irrégulière dans chaque État, par recoupage d'informations avec les données d'autres administrations, et d'exclure ces personnes pour le calcul du nombre de sièges par État à la Chambre des représentants,. Le 20 janvier 2021, le jour de sa prise de fonction, Joe Biden signe un décret annulant ces deux demandes. Le Bureau du recensement indique alors que le recensement de 2020 n'inclura aucune information sur la citoyenneté ou le statut juridique des immigrés,.

### Question sur l'orientation sexuelle et le genre
Un projet de questionnaire ajoutait aussi pour la première fois une question relative à l'orientation sexuelle et au genre des résidents américains. L'administration Trump prend cependant la décision de seulement répertorier les couples de même sexe ou de sexe opposé, également une première. Cette décision est critiquée par les associations LGBT, qui souhaitaient avoir une idée du nombre de personnes LGBT au sein du pays. En effet, en l'absence de question relative à l'orientation sexuelle et au genre, aucune statistique ne pourra être publiée concernant les personnes LGBT célibataires, bisexuelles ou transgenres.

## Résultats
Des données issues du recensement, on peut extraire cette synthèse, :

### Croissance de la population
Depuis le recensement de 2010, la croissance de la population américaine s’est ralentie, s’établissant en 2020 à 331,4 millions d’habitants. La population des régions métropolitaines s’est accrue de 9 % en 10 ans, ce qui constitue la quasi-totalité de l’accroissement démographique.

### Diversité ethnique
Le recensement pose et analyse deux questions dans ce domaine : l’ethnie (« race » dans la terminologie du recensement) et l’hispanicité, celle-ci pouvant recouvrir plusieurs origines ethniques différentes.
| Ethnie                                       | 2020 (en millions) | Pourcentage (%) de la population | Croissance depuis 2010 (en %) |
| -------------------------------------------- | ------------------ | -------------------------------- | ----------------------------- |
| Blancs seulement                             | 204,3              | 61,6                             | -8,6                          |
| Afroaméricains                               | 46,9               | 14,1                             |                               |
| Population multiraciale                      | 33,9               | 10,2                             | 276,0                         |
| Blancs en conjonction avec une autre origine | 31,1               | 9,4                              | 316,0                         |
| Asiatiques et métis asiatiques               | 24,0               | 7,2                              | 35,5                          |
| Amérindiens et métis amérindiens             | 9,7                | 2,9                              |                               |
| Autochtones du Pacifique (et métis)          | 1,6                | 0,5                              |                               |
| Hispaniques (quelle que soit l’ethnie)       | 62,1               | 18,7                             | 23,0                          |

Le total excède la population globale, certaines personnes relevant de plusieurs groupes. L'évolution depuis 2010 doit être considérée avec prudence, la méthodologie ayant été affinée.

### Population par âge
La population américaine est légèrement vieillissante : la population de plus de 18 ans a augmenté de 10,1 % et atteint 258,3 millions d’habitants, soit 77,9 % de la population, alors que la population de moins de 18 ans baissait dans le même temps de 1,4 %, pour s’établir à 73,1 millions.

### Logement
Le recensement dénombre 140,5 millions de logements, en hausse de 6,7 % par rapport au recensement de 2010. Leur répartition confirme l’importance accrue des villes : les zones métropolitaines ou micropolitaines ont connu une augmentation moyenne de 3,8 %, autres zones ont enregistré une baisse moyenne de 3,9 %.

### Nombre de représentants par État au Congrès
Le nombre de sièges  par état à la Chambre des représentants est proportionnel à la population et est déterminé par le recensement décennal. Ainsi, le recensement de 2020 a modifié la représentation de certains états : la Californie, l'Illinois, le Michigan, l'Ohio, la Virginie-Occidentale, la Pennsylvanie et l'État de New-York ont perdu un siège tandis que l'Oregon, le Montana, le Colorado, la Caroline du Nord et la Floride ont gagné un siège, le Texas en ayant gagné deux. Ces changements sont exactement les mêmes sur le collège électoral puisque chaque état est représenté par un nombre de grands électeurs égal à celui de membres au Congrès (le nombre de sénateurs étant toujours de 2). Ainsi, après le recensement de 2020, la Californie envoie 52 représentants à la Chambre et possède 54 (52+2) grands électeurs alors que l'Oregon a 6 représentants et 8 (6+2) grands électeurs. 

Nombre de grands électeurs par état pour les élections présidentielles américaines après le recensement de 2020. La carte indique les différences par État par rapport au collège électoral des élections de 2012, 2016 et 2020.

Cette nouvelle répartition aboutit à une moyenne de 761 169 personnes par représentant, soit environ 50 000 personnes (7 %) de plus qu'après le précédent recensement.